# Татра 10
NW модел U е исторически автомобил, произвеждан от концерна „Nesselsdorfer Wagenbau-Fabriks-Gesellschaft AG“ (NW, днес известен като „Татра“). След успеха на Модел S са започнати моделите „NW T“ (четирицилиндров) и „NW U“ (шестцилиндров). И двата вида отново са с полусферични горивни камери с цилиндри в един блок с блока на двигателя.
Сред като компанията променя името си, през 1919 г. моделът е преименуван на Татра 10. Максималната скорост на серийния модел е 120 km/h.
Модел U е комплектован със спирачки на четирите колела, като вероятно е първата серийна кола с такава спирачна система.